# Варсонофій (смоленський єпископ)
Варсонофій Ходика (або Ходикін) — ієрарх Київської православної митрополії, єпископ смоленський (1509—1514).
Походив з впливового і заможного смоленського боярського клану Ходик. У матеріалах Литовської метрики подибуються імена його племінників: Васько, Сенько, Федько та Олехно. 
Попередником Варсонофія на кафедрі був Йосиф Солтан, який зі сходженням на київський митрополичий престол ще певний час продовжував керувати смоленською єпархією. В 1509 р. Солтан зрештою висвятив свого наступника. Незабаром Ходикін взяв участь у віленському церковному соборі, що почався 25 грудня 1509, а 18 січня 1510 поставив підпис під ухваленими «Діяннями» та «Правилами».
Надалі Варсонофій згадується у листі Сигізмунда I від 24 червня 1511 року щодо суперечки з полоцьким архієпископом Євфимієм Окушковичем. Приводом стало розпорядження великого князя, видане в кінці 1509 чи на початку 1510, яким смоленського владику було наділено правом збирання данини та мита з жителів Мстиславля. Євфимій та полоцькі бояри опротестували це рішення, обґрунтовуючи, що «тая десятина Мстиславская здавна от колькосьдесять лет к архиепископьи Полоцкои хоживала, а владыки Смоленскии в то ся не въступали»; як наслідок, Сигізмунд вернув привілей стягування зборів Полоцькій єпархії й зобов'язав Варсонофія віддати «тое десятины, и куниц соборных, и присудов, и иных доходов» назад.
У квітні 1513 року, тобто після першого штурму Смоленська московитянами, Варсонофій клопотав перед господарем про скасування в місті корчем. 2 лютого 1514 владика перебував у Вільні, де разом з Йосифом Солтаном, іншими церковними ієрархами підписав грамоту Супрасльському Благовіщенському монастирю, якою звільнив обитель від залежності, підсудності й сплати податків київському митрополиту.
В липні 1514 р. війська Василія III Івановича вкотре обложили Смоленськ. Нападники вдалися як до масованого артилерійського обстрілу, так і підкупів, умовлянь й ласих обіцянок. Утім, ні світська знать, ні духовенство не плекали особливої прихильності до Московської держави, долучення до якої могло обернутися втратою суттєвих привілеїв. Слабко зближував сторони й релігійний чинник: православні у ВКЛ почували себе доволі спокійно і впевнено. Позиція Варсонофія не стала винятком. Ще 9 квітня єпископ й намісник Юрій Сологуб урочисто привели городян до присяги боронити місто. Протягом самої облоги священник велів проводити у храмах набоженства про дарування Всевишнім перемоги над ворогом. З його благословення був складений спеціальний канон на честь преподобного Меркурія Смоленського.
Попри це, давались взнаки ослабленість гарнізону попередніми облогами й відсутність споможення од господаря. Внаслідок потужного гарматного вогню зчинився пожар, і Юрій Сологуб запросив у Василія III одноденне перемир'я, доручивши ведення перемовин єпископу Варсонофію. Князь не дав бажаного передиху й продовжив бойові дії, а владика зі слізьми воротився назад. Зрештою, «видя своего града погибель», оборонці були змушені здатись на милість противника. Депутація бояр, знатних міщан за участі смоленського намісника й православного ієрарха, яку прийняли у шатрі Василія III, домоглась припинення кровопролиття.

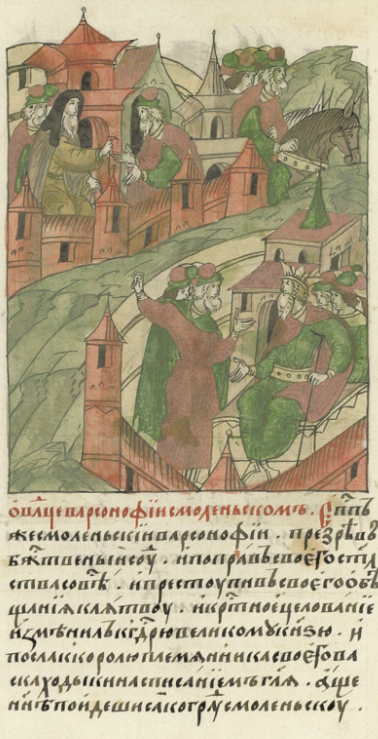
З Лицевого літописного зводу

1 серпня 1514 року Варсонофій з архімандритами, священниками й міщанами зустрів московського владаря при в'їзді у місто смоленською іконою Божої матері, благословив хрестом і в його присутності відслужив подячний молебень у соборі Успіння Богородиці. Той, аби заручитись підтримкою нових підданих, зобов'язався не рушити «старовини» й підтвердив раніші пожалування литовсько-руських господарів, зокрема права й привілеї монастирів і храмів єпископства.
Звістка про рішучу перемогу князя Костянтина Острозького у битві під Оршею піднесла духом відданих ВКЛ смоленчан, на чолі яких станув сам єпископ. У жовтні 1514 р. він таємно вирядив до короля Васька Ходикіна, свого племінника, з листом, де закликав до якнайшвидшої виправи: «аще нинѣ пойдеши самъ ко граду Смоленску, или Воеводы свои со многими людми пошлешь, можеши нинѣ градъ безъ труда взяти».
Російський воєвода Василь Васильович Шуйський перехопив грамоти гетьмана й розпорядився провести обшуки та арешти прибічників Сигізмунда. Під вартою опинився й сам Варсонофій. Частину бояр при підході шеститисячного корпусу К. Острозького до Смоленська демонстративно повісили на міських мурах, багатьох інших заслали вглиб Московії. Близько пятидесяти боярських родів утекло від нових порядків до ВКЛ, причім в їхніх рядах трапляються навіть вдови із малолітніми дітьми. Їх долю розділила й дружина племінника Варсонофія, Олехна, з 2 синами. Інший небіж, Федько, також продовжив службу у Сигізмунда.
Крамольного владику відправили до ставки Василія III у Дорогобужі, де змістили з кафедри за участь в антимосковській змові. Спершу його зіслали в Чудівський монастир Кремля, а відтак повік заточили в Спасо-Камінній обителі на Кубенському озері. Подальша його доля невідома. За оцінкою Філарета Гумілевського, він був «у всьому достойним пастирем».
Смоленська єпархія була перепідпорядкована Московській митрополії, її очолив висвячений 15 лютого 1515 року архімандрит Чудівського монастиря Йосиф. Такого роду замах на юрисдикцію чужої церкви не був одиничним: ще в 1500 чернігівсько-брянський владика Іона був полонений і допроваджений як живий трофей Івану III, а його єпархія згідно з перемир'ям 1503 р. залишилась в руках завойовників.